# Arbeitsmethodik
Der Begriff Arbeitsmethodik beschreibt die Techniken und Regeln für eine rationelle und effektive Gestaltung von Arbeitsprozessen unter möglichst minimalem Aufwand an Kapital, Arbeitskraft, Material und Zeit im Privatbereich und in Organisationen.
Diese Methodik dient dem Selbstmanagement von arbeitenden Menschen beispielsweise in Unternehmen, Hochschulen, Schulen, Behörden, Krankenhäusern und anderen Institutionen.
Sie steht in enger Beziehung zu Lernmethoden (z. B. Bestehen von Prüfungen), zu Lehrtechniken, zu Problemlösungs- und Kreativitätstechniken und zu Techniken für eine wissenschaftliche Arbeit. Beim Erlernen von Arbeitsmethoden besteht die entscheidende Frage darin, wie Routinearbeit mit der richtigen Arbeitstechnik praktisch zu bewältigen ist, damit genügend Zeit für die planvolle geistige Arbeit übrig bleibt. Im Hinblick auf das Selbstmanagement gibt es folgende Schwerpunkte der Arbeitsmethodik:

## Arten
- Das Zeitmanagement ist die konsequente und zielorientierte Anwendung praktischer Arbeitstechniken, um sich selbst so zu führen und seine Bedingungen so zu organisieren, dass die zur Verfügung stehende Zeit sinnvoll genutzt wird.[4] Um dieses persönliche Ziel zu erreichen, sind die Prioritäten richtig zu setzen und es sind zweitrangige Aufgaben an andere Personen zu delegieren. Der arbeitende Mensch darf sich nicht durch Nebensächlichkeiten vom richtigen Weg abbringen lassen, beispielsweise durch zu zeitaufwendiges und nicht effektives Telefonieren oder Bearbeiten von E-Mails. Überhaupt ist effektive Kommunikation für das Zeitmanagement von großer Bedeutung. Der arbeitende Mensch sollte einen aufgeräumten Schreibtisch haben, Terminkalender führen (lassen), Ordnung halten, Checklisten nutzen,[5] Tagesplanung verwirklichen, Zeitverlustanalysen vornehmen und messbare Zielformulierungen erwirken.
- Das Stressmanagement hilft dem arbeitenden Menschen, den bestehenden Druck und die gegebene Anspannung zu bekämpfen. Hier können Techniken der Stressbewältigung,[6] Yoga, Meditation, Entspannungsübungen und Autogenes Training hilfreich sein. Letztere Alternative ist nach I.H. Schulz eine Möglichkeit der gezielten Selbstentspannung, indem sich der arbeitende Mensch in Ruhestellung mit geschlossenen Augen bestimmte Sätze suggeriert und sich damit selbst zur Ruhe bringt.
- Das persönliche Energiemanagement als das geschickte Bemühen des arbeitenden Menschen um Einsparung von unnötig eingesetzter geistiger und körperlicher Energie. Neben der Energie, die der Mensch notwendigerweise in sinnvolle Arbeit steckt, verliert er häufig Energie durch starke Affekte, die sich beispielsweise in Wut, Ärger und Aggressionen äußern. Außerdem leidet mancher Arbeitende unter einem Energieabfluss, der dazu führt, dass er sich weniger leistungsfähig fühlt. Deshalb benötigt der Betroffene ein System der Energieaktivierung.[7]
- Das Selbstmanagement zur Lebensbewältigung beginnt mit dem Setzen persönlicher Ziele. Dann überlegt der arbeitende Mensch, wie er diese Ziele durch seine persönliche Planung erreichen kann. Um einen persönlichen Erfolg zu erzielen, versucht er die gesetzten Ziele zu realisieren. Dabei dienen die persönlichen Ziele als Soll-Größen zur Orientierung und zeigen ihm, wohin der Weg gehen soll. Sie beschreiben aus dem Blickwinkel der Gegenwart Zustände, die in der Zukunft erreicht werden sollen. So entsteht ein individueller Prozess der Lebensbewältigung.[8] Nach dem Konzept der persönlichen Ziele reagiert der arbeitende Mensch nicht nur auf äußere Anreize.[9] Er erfüllt nicht nur das, was man von ihm fordert, sondern er handelt vor allem, um sich selbst gesetzte, persönliche Ziele zu verwirklichen.

In verschiedenen Wissenschaften werden spezielle Arbeitsverfahren und Arbeitsmethoden vorgeschlagen, z. B. Arbeitsmethoden in den Naturwissenschaften (u. a. in der Technik, Chemie, Metallbearbeitung), Arbeitstechniken für Juristen, Methoden für Ökonomen, Psychologen bzw. für Pädagogen.